# Ciriaco María Sancha y Hervás
Ciriaco María Sancha y Hervás, španski rimskokatoliški duhovnik, škof in kardinal, * 18. junij 1833, Quintana del Pidio, † 28. februar 1909.

## Življenjepis
27. junija 1858 je prejel duhovniško posvečenje.
28. januarja 1876 je bil imenovan za pomožnega škofa Toleda in za naslovnega škofa Areopolisa; škofovsko posvečenje je prejel 12. marca istega leta.
Pozneje je bil imenovan na dva škofovska položaja: Avila (27. marec 1882) in Madrid (10. april 1886).
6. oktobra 1892 je bil imenovan za nadškofa Valencije; ustoličen je bil 14. novembra istega leta.
18. maja 1894 je bil povzdignjen v kardinala in imenovan za kardinal-duhovnika S. Pietro in Montorio.
24. marca 1898 je bil imenovan za nadškofa Toleda.
Umrl je 28. februarja 1909.